# 栗柄鳞毛蕨
栗柄鳞毛蕨（学名：Dryopteris yoroii）为鳞毛蕨科鳞毛蕨属下的一个种。